# Minuartia janevii
Minuartia janevii är en nejlikväxtart som beskrevs av P.P. Panov. Minuartia janevii ingår i släktet nörlar, och familjen nejlikväxter. Inga underarter finns listade i Catalogue of Life.